# Retama sphaerocarpa
Retama sphaerocarpa là một loài thực vật có hoa trong họ Đậu. Loài này được (L.) Boiss. miêu tả khoa học đầu tiên.

## Hình ảnh

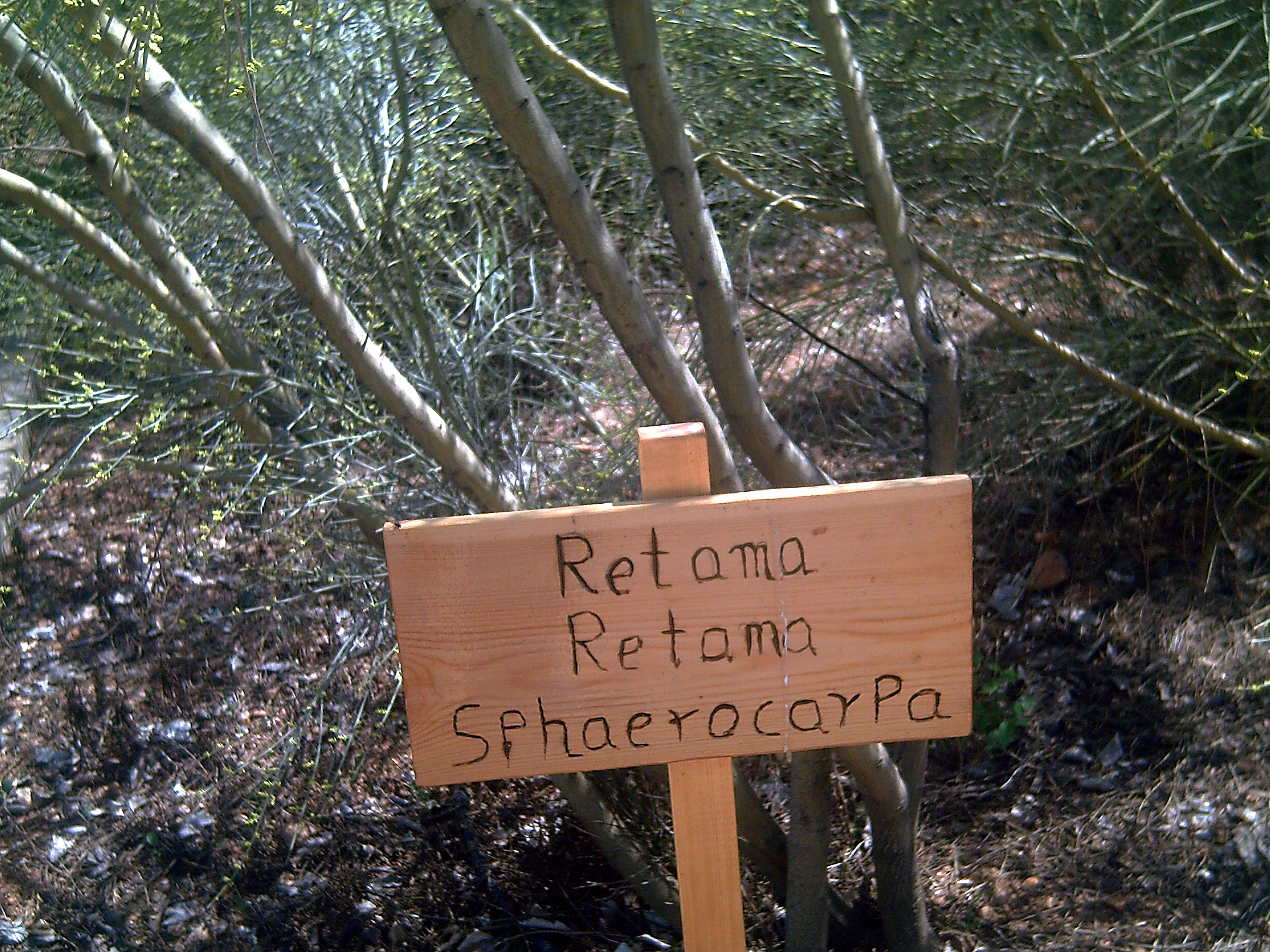
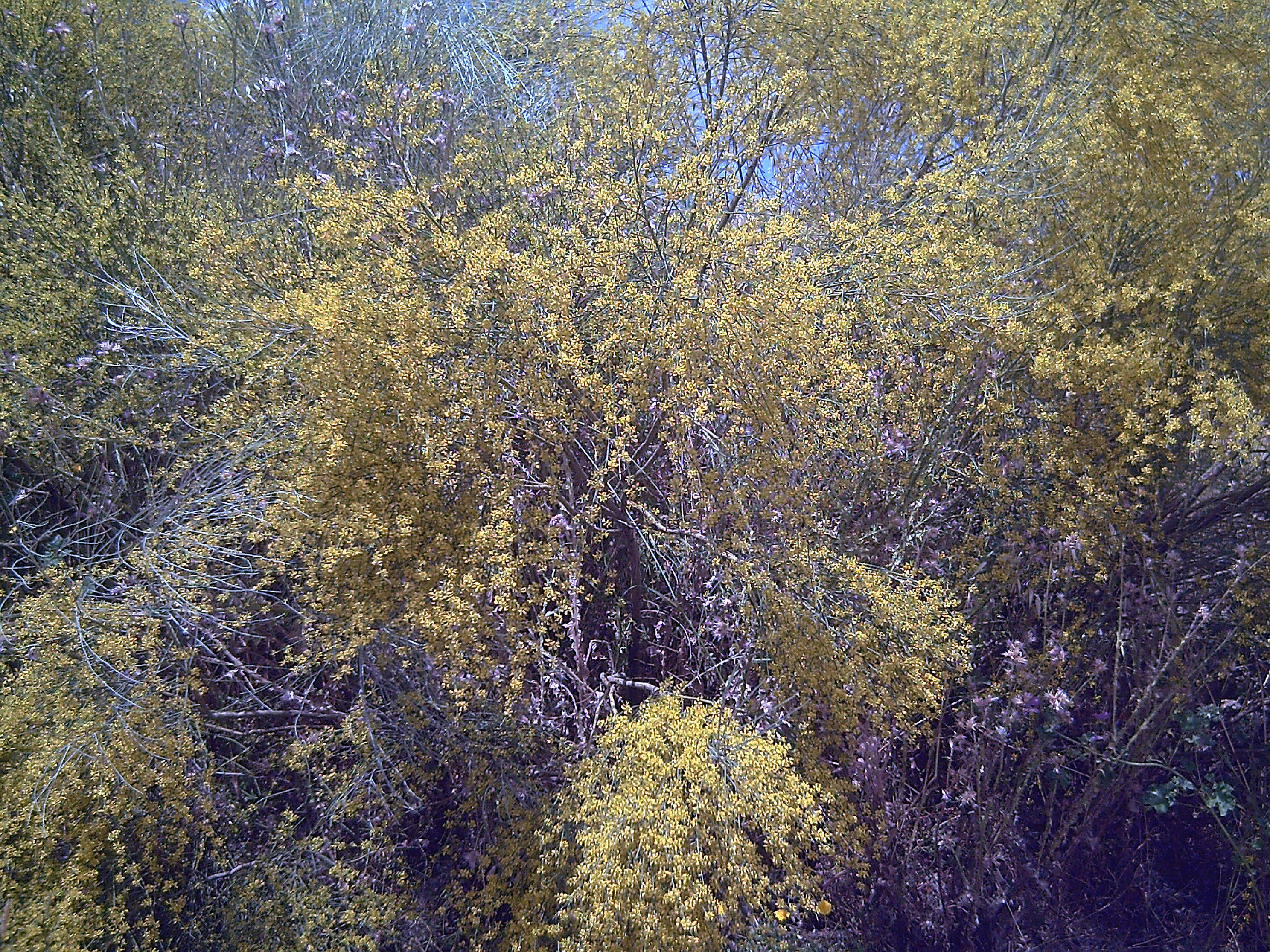
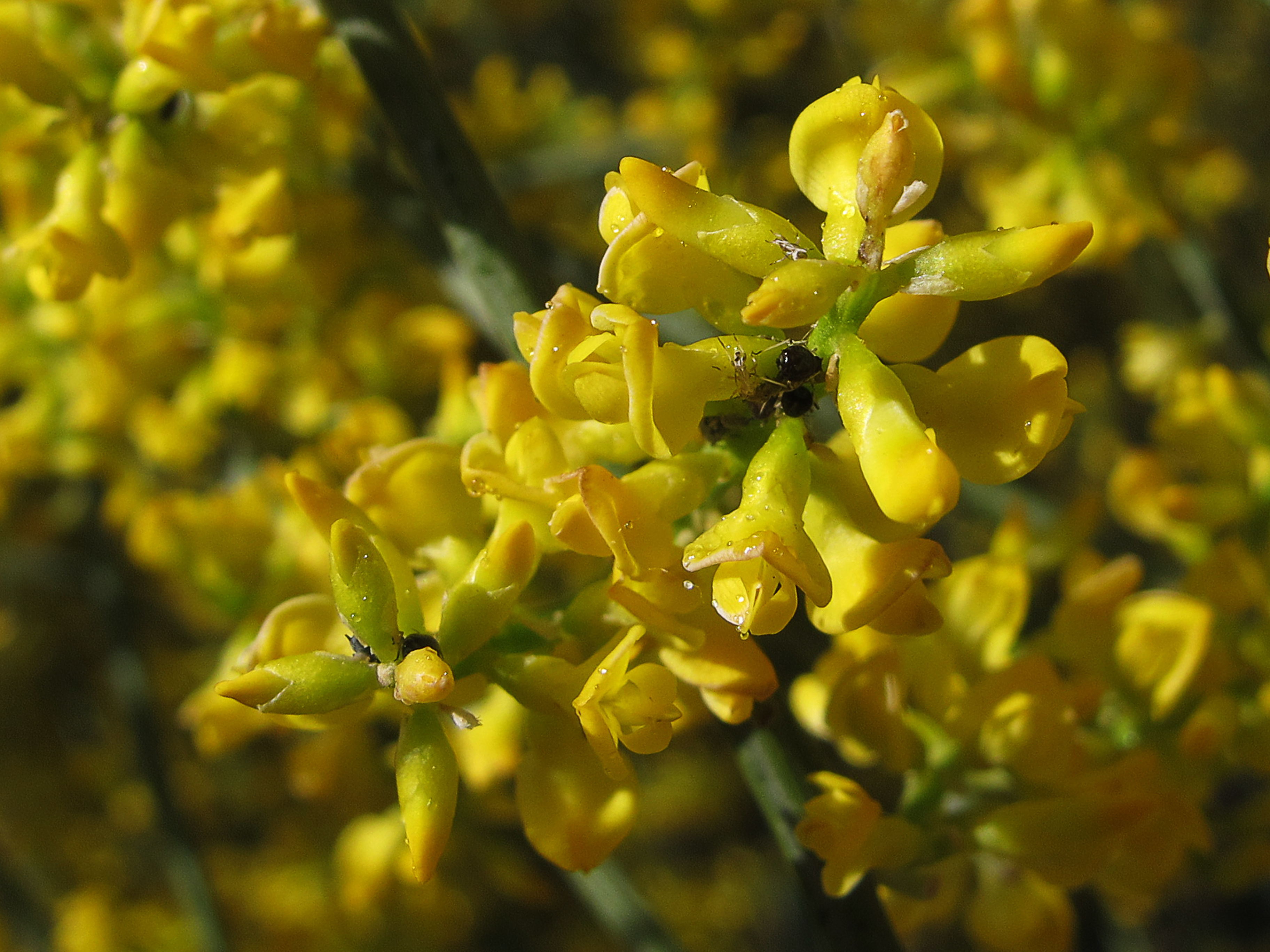
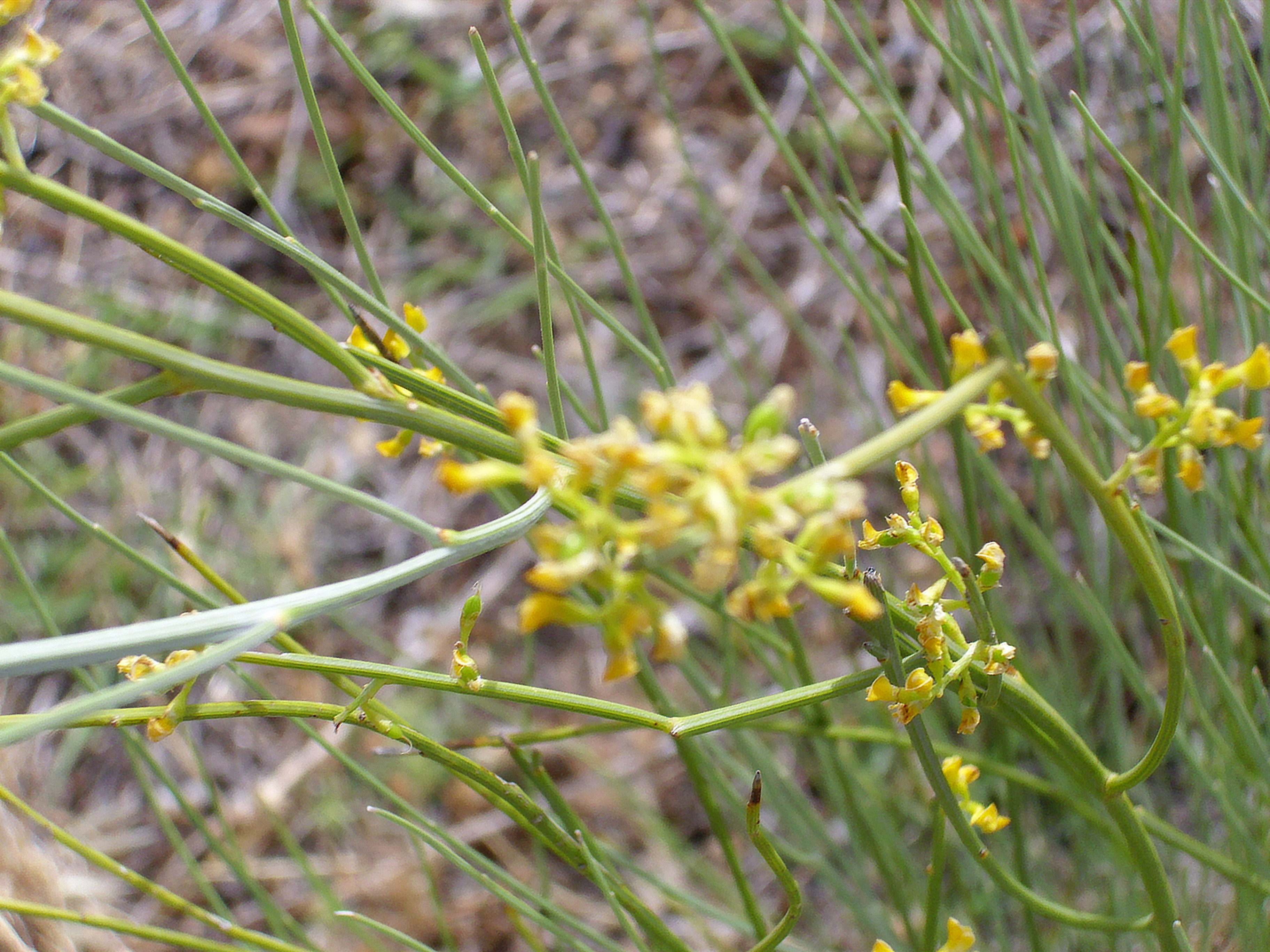
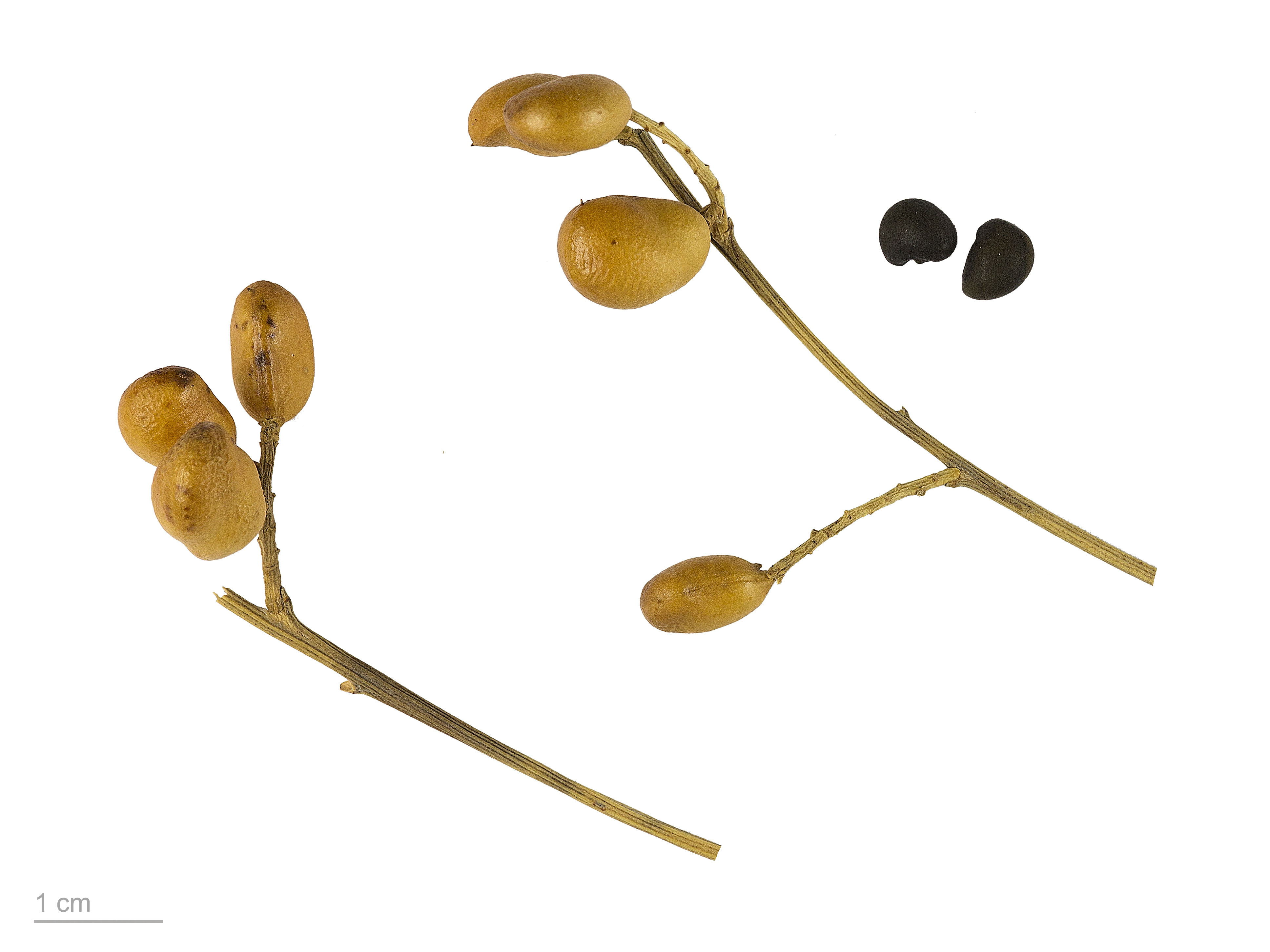
Genista sphaerocarpa - Museum specimen